# سیگو کوبایاشی
سیگو کوبایاشی (انگلیسی: Seigo Kobayashi؛ زادهٔ ۸ ژانویهٔ ۱۹۹۴) بازیکن فوتبال اهل ژاپن است.
از باشگاه‌هایی که در آن بازی کرده‌است می‌توان به باشگاه فوتبال ویسل کوبه و والنسیا قرضی اشاره کرد.